# П'янелло-Валь-Тідоне
П'янелло-Валь-Тідоне (італ. Pianello Val Tidone) — муніципалітет в Італії, у регіоні Емілія-Романья,  провінція П'яченца.
П'янелло-Валь-Тідоне розташовані на відстані близько 430 км на північний захід від Рима, 165 км на захід від Болоньї, 27 км на південний захід від П'яченци.
Населення — 2236 осіб (2014).
Щорічний фестиваль відбувається 22 вересня. Покровитель — San Maurizio (Святий Маврикій).

## Демографія
Населення за роками:

Станом на 1 січня 2023 року в муніципалітеті офіційно проживало 305 іноземців з 29 країн, серед них 125 громадян країн Євросоюзу та 20 громадян України.

## Сусідні муніципалітети
- Агаццано
- Боргоново-Валь-Тідоне
- Нібб'яно
- Пекорара
- Пьоццано